# Paraliza sna
Paraliza sna je paraliza koja je povezana sa snom. Ona može nastati kod zdravih ispitanika, ili može biti povezana sa narkolepsijom, katapleksijom i hipnagognim halucinacijama. Patofiziologija ovog stanja je usko povezana sa normalnom hipotonijom koja se javlja tokom REM faze sna. Od kada se smatra bolešću, izolovana paraliza sna je klasifikovana kao MeSH D020188. Neki dokazi sugerišu da takođe u nekim retkim slučajevima može da bude simptom migrene.

## Simptomi i karakteristike
Psihološki paraliza sna je usko povezana sa REM (engl. Rapid Eye movement) atonijom. Ona nastaje kada se mozak „probudi“ u toku REM faze a telo ostane paralizovano. Osoba je svesna svega, ali ne može da se pomera. Paraliza može da traje nekoliko sekundi do nekoliko minuta.
Može biti propraćena zastrašujućim halucinacijama (hipnopompim ili hipnagognim) i osećajem opasnosti. Često su te slike ili halucinacije crne točke (ili utvare) koje zbunjeni um interpretira kao ljudske prste, ili nešto što se naziva „ljudima iz sene“. Halucinacije često mogu da budu i razni zvukovi kao što su snažno udaranje ili plač deteta. Hersen Turner: „Paraliza sna je posebno zastrašujuća za pojedinca zbog živosti halucinacija“. Halucinantni element paralize sna ga čini još verovatnije da će neko da tumači iskustvo kao san, jer je potpuno nestvaran, kao što su objekti koji mogu da se pojave u sobi.Neki naučnici su predložili ovo stanje, kao objašnjenje za susrete sa vanzemaljcima i duhovima.
Studija Suzan Blekmur i Markus Koksa (Blekmur-Koks studija) Univerziteta Zapadne Engleske podržava predlog da se izveštaji u vezi otmice vanzemaljaca povežu sa paralizom sna.

## Mogući uzročnici
Nekoliko studija je potvrdilo da je većina ljudi imala minimum jedanput ili dva puta iskustvo sa paralizom sna u toku života. Studija Koju je sproveo Sedagat F. vezana za paralizu sna kod iranskih studenata medicine pokazala je da 24.1% studenata doživela bar jednom u životu paralizu sna.Isti rezultat je bio prijavljen i među japanskim, nigerijskim, kuvajtskim i američkim studentima.
Mnogi ljudi koji su ušli u paralizu sna takođe pate od narkolepsije. Kod Afroamerikanaca ili Afričkih Amerikanca panični poremećaj sa paralizom sna je učestaliji nego kod Evropljana.
U nekim izveštajima piše da različiti faktori povećavaju šansu paralize i halucinacija zajedno. One su:
- Spavanjem u ležećem položaju na leđima
- Neredovno spavanje : dremanje, spavanje kasno, lišavanje sna
- Povećan stres
- lucidni san (odnosno svesni san) je san tokom kojeg osoba svesna da sanja
- Prekomerno konzumiranje alkohola u kombinaciji sa nedostatkom adekvatnog sna.

## Lečenje
Lečenje počinje edukacijom pacijenta o fazama spavanja i mišićnoj atoniji koja je obično povezana sa REM spavanjem. Preporučuje se da pacijent bude označen kao narkoleptičar ako su simptomi prisutni.

## Lingvistika
Prvobitnu definiciju paralize sna je kodifikovao dr Samuel Džonson u svom rečniku engleskog jezika kao „noćnu moru“ (engl. Nightmare) termin koji se razvio u našu modernu definiciju. Za paralizu sna se smatralo da je delo demona koji sedi na grudima osobe koja spava. U starom engleskom imena za ta bića su bila engl. mare ili engl. mære (od proto-nemačkog  ) pa otuda dolazi engl. mare u reči engl. Nightmare ili mora.

## Spoljašnje veze
- Zapitajte mozgove: Što je paraliza sna?
- Informacija o spavanju Архивирано на веб-сајту  (6. март 2016)
- Paraliza sna
- Buđenje u paralizu sna

|  | Molimo Vas, obratite pažnju na važno upozorenje u vezi sa temama iz oblasti medicine (zdravlja). |